# Chitaura maculata
Chitaura maculata är en insektsart som först beskrevs av Willemse, C. 1938.  Chitaura maculata ingår i släktet Chitaura och familjen gräshoppor. Inga underarter finns listade i Catalogue of Life.